# Kuhhirtenturm

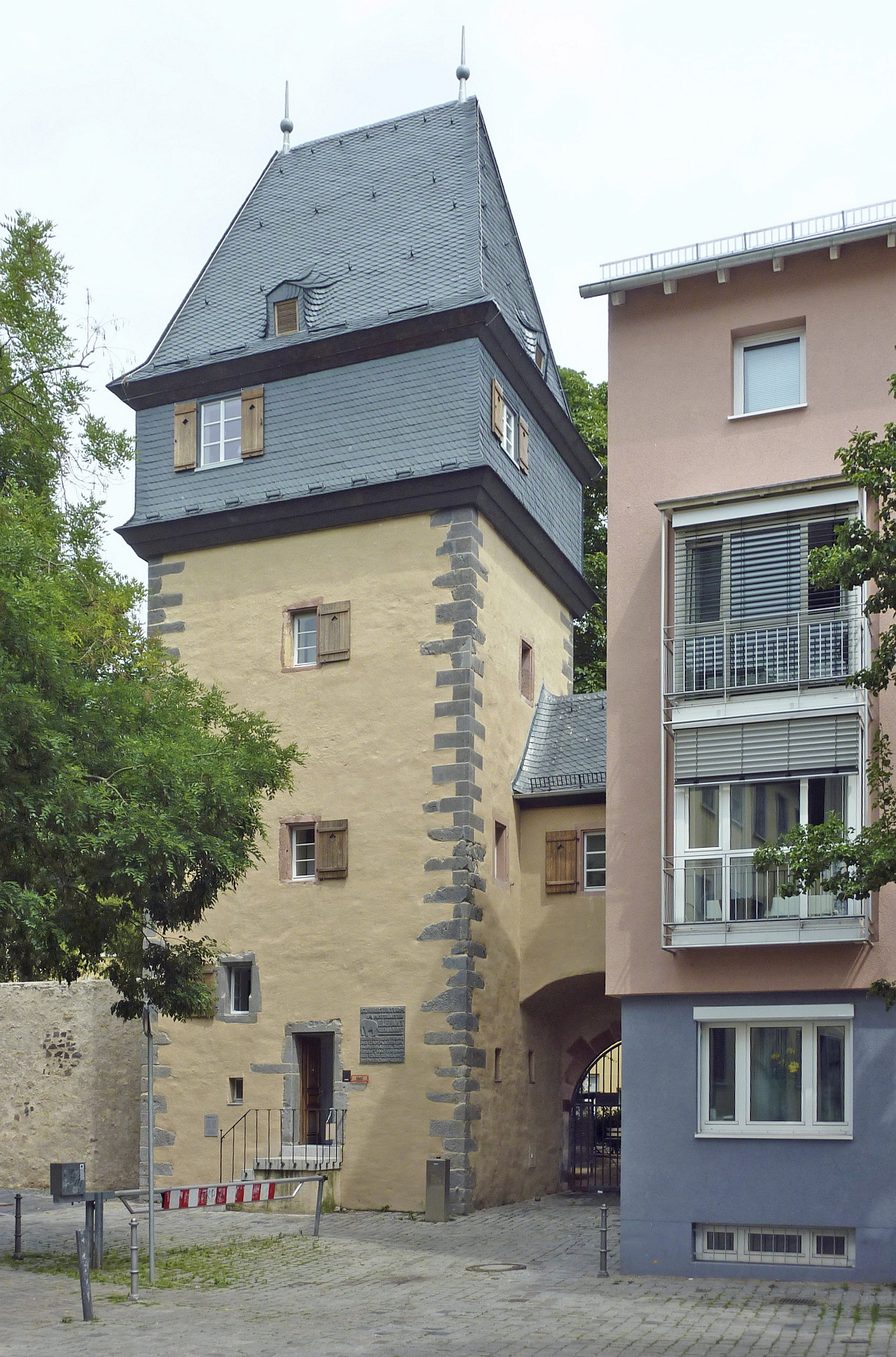
Der Kuhhirtenturm, aus der Großen Rittergasse von Südosten aus gesehen. In der Bildmitte der spätgotische Torbogen der ehemaligen Paradiesgasse

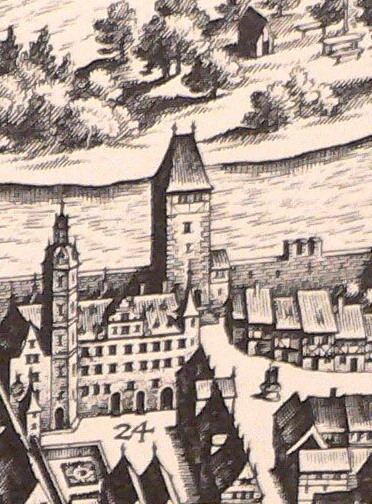
Der Kuhhirtenturm in der mainseitigen Sachsenhäuser Stadtmauer, 1628. Ausschnitt aus Matthäus Merians Vogelschauplan von Frankfurt am Main

Der Kuhhirtenturm (auch Elefant genannt) ist ein Wehrturm im Baustil der Spätgotik in der Stadt Frankfurt am Main. Er wurde im späten 14. Jahrhundert im Frankfurter Stadtteil Sachsenhausen als Teil der Frankfurter Stadtbefestigung errichtet und diente bis ins 17. Jahrhundert als Torhaus (Kuhhirtentor oder Paradiespförtchen) sowie zum Schutz der Uferbefestigung des Flusses Main.

## Geschichte

### Nutzung als Wehrturm (1390 bis Mitte des 17. Jahrhunderts)
Im 14. Jahrhundert war die Freie Reichsstadt Frankfurt in zahlreiche Fehden und bewaffnete Konflikte mit Landesherrn der umliegenden Gebiete verwickelt. Daher sahen sich die Bürger Frankfurts veranlasst, ihre Verteidigungsanlagen auszubauen. Im Jahr 1390 wurde schließlich der Kuhhirtenturm als Wehr- und Torturm in der nördlichen, zum Main hin gerichteten, Stadtmauer Sachsenhausens errichtet. Außer dem Kuhhirtenturm sicherten vier weitere Türme in einem Abstand von rund 50 Metern diesen Mauerabschnitt. Das Tor, an das sich die Paradiesgasse anschloss, diente vorwiegend den in Sachsenhausen zahlreich ansässigen Fischern als Zugang zum Main.
Als zu Beginn des 19. Jahrhunderts die Frankfurter Befestigungsanlagen ausgedient hatten und geschleift wurden, blieb der Kuhhirtenturm, eingefügt in die enge Bebauung der Sachsenhäuser Altstadt und weiterhin in seiner Funktion als Durchgang zum Main benötigt, vom Abriss verschont und diente fortan als Wohngebäude.

### Privater Wohnturm (bis 1945)
Im Jahr 1884 stand der Abriss des mittlerweile maroden Turms zur Debatte, konnte allerdings nach Protesten Frankfurter Bürger verhindert werden. 1923 beschloss der Magistrat der Stadt Frankfurt, Turm und Torhaus dem Komponisten Paul Hindemith als Wohnung zur Miete zur Verfügung zu stellen. Hindemith sanierte das Gebäude auf eigene Kosten und bezog es zusammen mit seiner Familie im Oktober 1923. Nach seinem Umzug nach Berlin (1927) wurde der Turm bis 1943 weiterhin von seiner Mutter und seiner Schwester bewohnt, die er dort häufig besuchte. Während des Zweiten Weltkriegs wurde der Kuhhirtenturm, wie fast die gesamte Frankfurter Altstadt, durch Bombardements der Alliierten schwer beschädigt. Erhalten blieben lediglich die Grundmauern bis zum dritten Stockwerk. Das in Fachwerk ausgeführte vierte Stockwerk und das Dach wurden vollständig zerstört.

### Jugendherberge (1957–2009)
Nach dem Krieg nutzten ausgebombte Anwohner und Flüchtlinge den notdürftig wieder hergerichteten Turm als Unterkunft. 1950 wurde vom Magistrat der Stadt Frankfurt der Bau eines neuen Hauses der Jugend beschlossen, da das bisherige Gebäude von der amerikanischen Militärverwaltung genutzt wurde. Bis 1957 entstand auf dem weitgehend kriegszerstörten Areal rund um den Kuhhirtenturm die neue Jugendherberge. Mit dem Bau ging auch die Restaurierung des Turmes einher, der dem Jugendherbergswerk zur Nutzung zur Verfügung gestellt wurde.

### Hindemith Kabinett

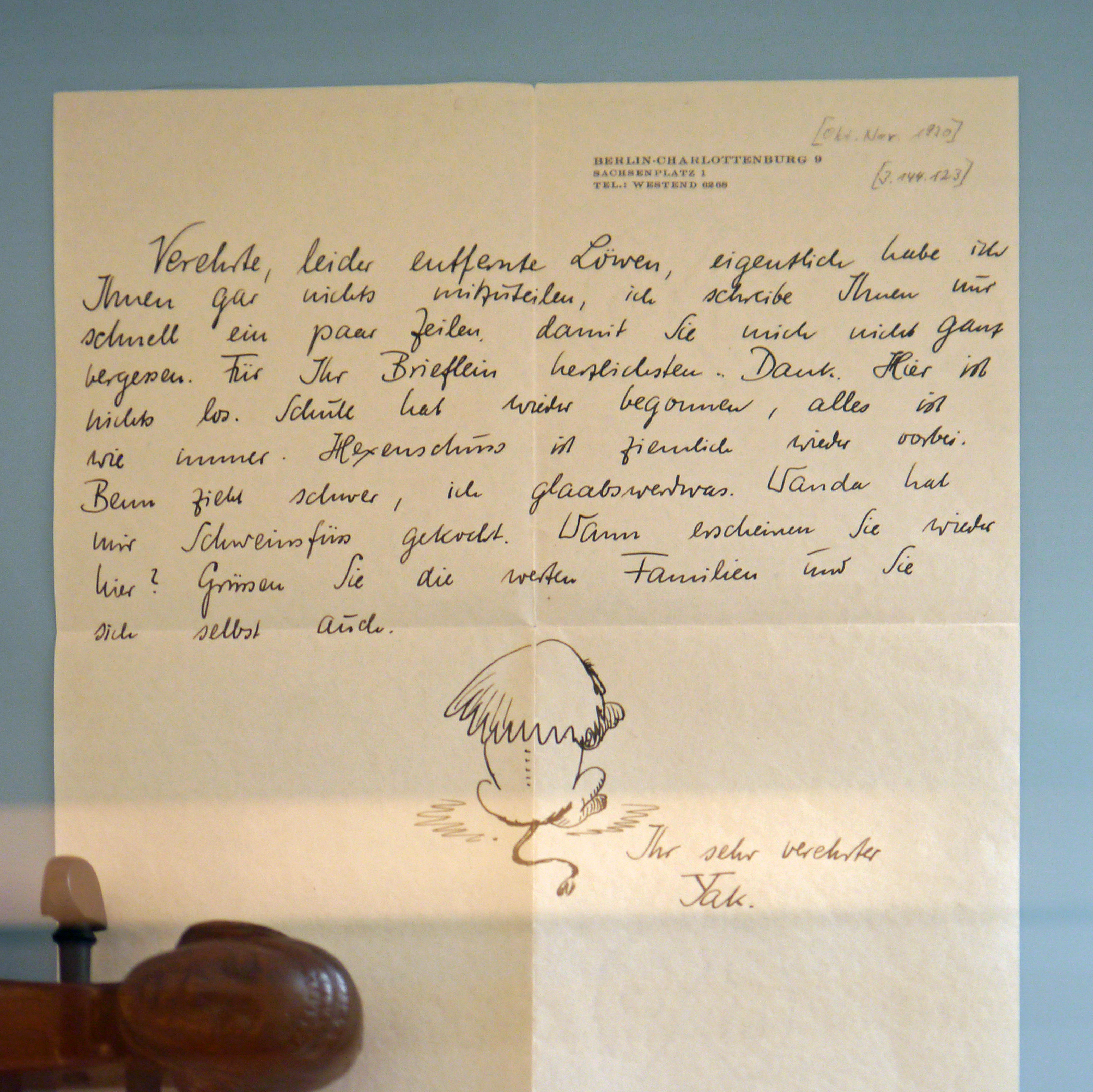
Handschriftlicher Brief Hindemiths an seine Frau (in der Kabinett-Ausstellung)

Nach dem Ende der Nutzung durch das Haus der Jugend wurde der Turm ab 2010 von der Stadt Frankfurt aufwendig saniert. Im Auftrag der Fondation Hindemith Blonay, der Rechtsnachfolgerin des Komponisten, richtete das Hindemith-Institut Frankfurt das „Hindemith Kabinett im Kuhhirtenturm“ mit einer Ausstellung zu Leben und Werk Hindemiths ein. Das Musikzimmer unter der Turmhaube im vierten Obergeschoss bietet Raum für Kammermusikkonzerte und weitere Veranstaltungen.

## Architektur
Der auf quadratischem Grundriss errichtete Turm weist auf seiner südlichen Hauptfront eine Länge von rund sieben Metern auf. In dieser befindet sich im Hochparterre der Eingang zum Turm. Die Grundmauern sind aus Granit errichtet und drei Stockwerke hoch. Darauf ist ein weiteres Stockwerk, die Türmerstube, in Fachwerk-Bauweise aufgesetzt. Auf diesem sitzt ein steiles Walmdach. Dach und Türmerstube sind mit Schindeln aus Schiefer gedeckt. An der östlichen Seitenmauer schließt sich an den Turm auf Höhe des ersten Obergeschosses ein spätgotischer Torbogen an mit einem geschlossen überbauten Fußgängerübergang darauf.

## Ausstellungen
- 2014: Ludwig Rottenberg (1864–1932). Ein Leben für die Frankfurter Oper.